# Brewster Kahle
Brewster Lurton Kahle es un ingeniero informático, emprendedor y activista de internet. Es un defensor del acceso universal al conocimiento y a la biblioteca digital. Fue el creador, en 1996, de Internet Archive.

## Biografía
Después de graduarse en ingeniería informática en el Instituto de Tecnología de Massachusetts, donde fue alumno de Marvin Minsky, trabajó en el desarrollo de la Wide Area Information Server. En 1996 creó, junto a Bruce Gilliat, la empresa informática Alexa Internet, que vendió a Amazon en 1999 por 250 millones de dólares. El mismo año 1996, fundó la entidad sin ánimo de lucro Internet Archive, dedicada a preservar la historia de la red que guarda la evolución de una páginaweb.
 En el 2012, fue incluido en el Salón de la Fama de Internet.